# 趙斗南
趙斗南，河南河南府鞏縣人，明朝政治人物、進士出身。
洪武四年，會試八十一名，登進士三甲，授金華府東陽縣縣丞。